# Pies Bajer i kundelki
Pies Bajer i kundelki (ang. Rude Dog and the Dweebs) – amerykański serial animowany z 1989 roku składający się z 13 odcinków po dwa epizody. 
Pies Bajer (ang. Rude Dog) to fikcyjny, biały, animowany pies, stworzony pierwotnie przez artystę Brada McMahona w ramach kontraktu z Sun Sportswear w latach 80. jako część linii ubrań związanych z surfingiem i skateboardingiem. Na dzień 30 sierpnia 2015 roku Rude Dog ponownie stał się znakiem towarowym, tym razem w imię oryginalnego twórcy Brada McMahona. 

## Obsada (głosy)
- Rob Paulsen jako Pies Bajer
- Dave Coulier
- Peter Cullen
- Jim Cummings
- Ellen Gerstell
- Hank Saroyan
- Mendi Segal
- Frank Welker

## Wersja polska
W Polsce serial został wydany na VHS w wersji lektorskiej.

## Lista odcinków
- 1. "Hello, Mr. Kitty? / The Fish Who Went Moo"
- 2. "Dweebiest Dog on the Beach / Dweeb-Illac Dilemma"
- 3. "No Dweebs Aloud / Ding-a-Ling Kitty"
- 4. "War of the Dweebs / Dweebs in Space"
- 5. "Nightmare on Dweeb Street / Dweebsy Kind'a Love"
- 6.  Skautowskie powołanie / Niemądry kundel ("Call of the Dweeb / Dumbbell Dweeb")
- 7. Kundel w zupie / Wesołe miasteczko ("Waiter, There's a Dweeb in My Soup! / Boardwalk Bozos")
- 8. "To Kibble or Not to Kibble / Dweebsday Afternoon"
- 9. "Dweebochondriacs / Surprise, You're Itch!"
- 10. "Leave It to Tweek / Polly Wanna Dweeb?"
- 11. "Winston's Family TreeRot / Pretty Dweebs All in a Row"
- 12. "The Hiccuping Bandit / Dweeb Your Manners"
- 13. "Tuesday the 14th, Part Dweeb / Home Sweet Dweeb"